# Wiktor Werner
Wiktor Werner (ur. 1974) – polski historyk, doktor habilitowany nauk humanistycznych. 

## Życiorys
Jest absolwentem Instytutu Historii UAM (1998). Doktorat w 2001 (Idea genezy w powojennej polskiej historiografii religii; promotor: Wojciech Wrzosek) i habilitacja w 2010 tamże (Historyczność kultury. W poszukiwaniu myślowego fundamentu współczesnej historiografii). Zatrudniony na stanowisku profesora nadzwyczajnego w Zakładzie Metodologii Historii i Historii Historiografii Instytutu Historii UAM. Zajmuje się historią historiografii, metodologią historii oraz dziejami nowożytnymi. 

## Wybrane publikacje
- Kult początków: historyczne zmagania z czasem, religią i genezą: szkice z historii historiografii polskiej i obcej, Poznań: Wydawnictwo Poznańskie 2004.
- (współautor: Iwona Werner), Od duszy do świadomości, od jednostki do społeczeństwa: szkice z historii intelektualnej, Poznań: Instytut Historii UAM 2008.
- Historyczność kultury: w poszukiwaniu myślowego fundamentu współczesnej historiografii, Poznań: Wydawnictwo Naukowe Uniwersytetu im. Adama Mickiewicza 2009.
- Wprowadzenie do historii, Warszawa: Wydawnictwo Naukowe PWN 2012.

w językach obcych
- (redakcja) Memory of heritage, heritage of memory, eds. Violetta Julkowska, Wiktor Werner, tł. Andor Mészáros, Andrzej Pietkiewicz, Ewa Sciranková, Poznań: Uniwersytet Adama Mickiewicza. Instytut Historii 2016.
- Виктор Вернер, М. Худа-Гранат. Идея всеединства Льва Платоновича Карсавина между историческим и сверхисторическим мышлением. „История и современность”. 1 (15), 2012. (ros.).brak numeru strony